# Ryōhei Arai (Leichtathlet)
Ryōhei Arai (japanisch 新井 涼平 Arai Ryōhei; * 23. Juni 1991 in Nagatoro) ist ein japanischer Leichtathlet, der sich auf den Speerwurf spezialisiert hat.

## Sportliche Laufbahn
Erste internationale Erfahrungen sammelte Ryōhei Arai bei der Sommer-Universiade 2013 in Kasan, bei der er mit 75,83 m den achten Platz belegte. Im Jahr darauf gewann er bei den Asienspielen in Incheon mit 84,42 m die Silbermedaille hinter dem Chinesen Zhao Qinggang. 2015 qualifizierte er sich für die Weltmeisterschaften in Peking und belegte dort mit 83,07 m im Finale den neunten Rang. Bei den Olympischen Spielen 2016 in Rio de Janeiro wurde er mit 79,47 m im Finale Elfter. Im Jahr darauf nahm er erneut an den Weltmeisterschaften in London teil, schied diesmal aber mit 77,38 m in der Qualifikation aus. Bei den Asienspielen 2018 in Jakarta erreichte er mit einer Weite von 75,24 m Rang sieben.
2019 gewann er bei den Asienmeisterschaften in Doha mit einer Weite von 81,93 m die Bronzemedaille hinter dem Taiwaner Cheng Chao-tsun und Shivpal Singh aus Indien. Er konnte dadurch auch an den Weltmeisterschaften ebendor im Oktober teilnehmen, bei denen er aber mit 81,71 m in der Qualifikation ausschied. 2020 siegte er mit 81,73 m beim Michitaka Kinami Memorial Athletics Meet und 2023 belegte er bei den Asienmeisterschaften in Bangkok mit 72,43 m den fünften Platz. 2025 wurde er bei den Asienmeisterschaften in Gumi mit 74,21 m Neunter.
In den Jahren von 2014 bis 2020 sowie 2024 wurde Arai jedes Jahr japanischer Meister im Speerwurf.